# Justícia (obra de teatre)
Jústicia es una obra de teatre dirigida amb guió de Guillem Clua, i estrenada el 2020 sota la direcció de Josep Maria Mestres al Teatre Nacional de Catalunya. La seva estrena es va veure estroncada pels efectes de la COVID-19 que va incidir en el tancament dels espectacles artístics i culturals a partir de la primavera del 2020.

## Argument
Narra la història del personatge principal, el jutge Samuel Gallart, al llarg de vàries dècades en una lluita per la seva identitat personal.
Durant una celebració familiar en el seu 75è aniversari, el jutge dona mostres d'esvaïments i al·lucinacions que li porten a repassar la seva vida passada. Una carrera política fructífera amb una vida pública immaculada que es confronten a les preocupacions que el turmenten la consciència. Li apareixeran els fantasmes del seu passat, secrets inconfessables, herències familiars doloroses, dobles morals assumides, i una vida marcada per l'homosexualitat oculta amb un amant amb qui va contactar als Jardins de la Font del Gat. Aquestes experiències amenaçaran a fer trontollar el llegat de la seva persona.

## Repartiment estrena
Els actors que van participar en l'estrena de l'obra al Teatre Nacional de Catalunya van ser:
- Manel Barceló - Mossen Ricard
- Alejandro Bordanove - Sammy
- Marc Bosch - Jacob
- Roger Coma - Joan
- Vicky Peña - Aurora (dona Samuel)
- Pere Ponce - Emili
- Josep Maria Pou - Jutge Samuel Gallart
- Anna Sahun - Judit
- Katrin Vankova - Julia
- Anna Ycobalzeta - Yolanda

## Influències
Es donen alguns paral·lelismes amb la família disfuncional que recull l'obra "Agost", de Tracy Letts.
També es fa referència la petjada de la sida, que recull l'experiència de Tony Kushne en, "Àngels a Amèrica". Josep Maria Pou, encarnava Roy Cohn, en la seva estrena al TNC, un advocat maccarthista que descobreix que te el sida. L'estrena a Catalunya de l'obra de Kushne, va ser dirigida per Josep Maria Flotats, i va generar polèmica pel fet de ser una obra d'autor no català, i per la seva càrrega contra el conservadorisme, hipocresia i la intolerància.
Guillem Clua, ens parla de temporalitat queer i de l'escriptura teatral com a via d’impugnació els discursos de la veritat. Una reflexió que ens havia donat Monique Wittig en el seu assaig "The Straight Mind" (1991), on denuncia l'existència d’un pensament hegemònic i monolític, que reprimeix les vivències que s'escapen d'una operació d’invisibilització i descrèdit del fet homosexual.
Un tema paral·lel al corpus de l'obra el defensa Vicky Peña, esposa del jutge Samuel, defensant l'albirament d'ovnis i la fe en els extraterrestres que salvaran la humanitat.

## Recepció i estil
L'obra ens situa en un passat recent de la història de Catalunya amb referències sobre la seva vida política i social. En el segon acte es dona una important tasca de denúncia recordant el Cas Banca Catalana, la seva corrupció, i la conjuntura de l'oasi català. També es recorda els temps en què la policia nacional rebia socialment el nom de "grisos", els quals colpejaven els homosexuals que es manifestaven per defensar els seus drets.
L'estil de l'obra esta determinat per un conjunt de trames que es desenvolupen en dos actes de caràcter melodramàtic.S'utilitzen els flashbacks i diàlegs creuats com instruments que van progressant en el discurs de l'obra.

## Premis
- Premi Nacional de Literatura Dramática 2020 -- Guillem Clua.
- Premi de Teatre "Memorial Margarida Xirgu" 2020 -- Anna Sahún
- Premis Teatre Barcelona (temporada 2019-2020) -- 4 finalistes al Millor text original (Guillem Clua), Millor Actor (Josep Maria Pou), Millor actriu de repartiment (Vicky Peña), Millor actor de repartiment (Roger Coma)
- Premis Butaca 2020 -- 5 nominacions: Millor muntatge tearal, Milor text (Guillem Clua), Millor Direcció (Josep Maria Mestres), Millor actor (Josep Maria Pou), Millor actor de repartiment (Alejandro Bordanove).